# Michel-catalogus
De Michel-catalogus is een Duitstalige postzegelcatalogus, die in Nederland veel gebruikt wordt door postzegelverzamelaars en filatelisten. De catalogus, die meestal kortweg aangeduid wordt als “de Michel”, is een zogenaamde wereldcatalogus. Dat wil zeggen dat alle postzegels van de wereld erin zijn opgenomen. De Michel verschijnt bij de Duitse uitgeverij Schwaneberger Verlag GmbH.

## Een veelgebruikte catalogus
Volgens verschillende bronnen wordt de Yvert (voluit de Yvert et Tellier – een Franstalige wereldcatalogus) in Nederland het meest gebruikt. Ook de Michel wordt echter in Nederland zeer veel gebruikt en heeft volgens sommigen intussen de Yvert verdrongen. In ieder geval wordt de Michel gewaardeerd om de volgende redenen:
- het is de meest uitgebreide catalogus, die talloze bijzonderheden bevat en weinig fouten. Soms heeft de catalogus meer het karakter van een handboek (dat geldt in het bijzonder voor de zogenaamde speciale catalogi – zie hieronder);[3]
- alle zegels worden afgebeeld;[4]

Andere wereldcatalogi (behalve de Yvert) zijn:
- de Stanley Gibbons-catalogus
- de Scott-catalogus

## Het actuele catalogus-programma van Michel
De uitgeverij Schwaneberger Verlag geeft momenteel een groot aantal catalogi uit. Dat zijn allereerst de catalogi van Duitsland. De tweede groep is de Europa-catalogus, momenteel in 7 banden. De Europa-catalogi bevatten afbeeldingen in kleur. Vervolgens is er de groep “Übersee” (overzee): de rest van de wereld. Daarnaast brengt Schwaneberger Verlag ook een aantal “Spezial”-catalogussen op de markt: gespecialiseerde catalogi waarin bepaalde landen uitgebreid worden behandeld. Ook is er een groep thematische catalogi. Ten slotte is er een groot aanbod van handboeken en filatelistische literatuur.

### Duitsland
- Duitsland (2015/2016) - ISBN 978 3 95402 1260
- Junior-catalogus Duitsland (2015) – ISBN 978 3 95402 094 2; een compacte catalogus, waarin de belangrijkste Duitse verzamelgebieden worden behandeld.

### Europa
De huidige Michel-catalogus Europa heeft 7 “Bände”:
- Band 1: Mitteleuropa (Midden-Europa) (2014) - ISBN 978 3 95402 081 2
- Band 2: Südwesteuropa (Zuidwest-Europa) (2014) – ISBN 978 3 95402 082 9
- Band 3: Südeuropa (Zuid-Europa) (2014) – ISBN 978 3 95402 083 6
- Band 4: Südosteuropa (Zuidoost-Europa) (2014/2015) – ISBN 978 3 95402 084 3
- Band 5: Nordeuropa (Noord-Europa) (2014/2015) – ISBN 978 3 95402 085 0
- Band 6: Westeuropa (West-Europa) (2014/2015) – ISBN 978 3 95402 086 7
- Band 7: Osteuropa (Oost-Europa) (2014/2015) – ISBN 978 3 95402 087 4

### Overzee
De huidige Michel-catalogus Übersee (overzee) telt 10 banden, die de laatste jaren vaak weer verder gesplitst zijn in twee afzonderlijke delen:
- Band 1: Nord- und Mittelamerika (Noord- en Midden-Amerika):
  - Nordamerika (Noord-Amerika) (2012) – ISBN 978 3 95402 019 5
  - Mittelamerika (Midden-Amerika) (2010) – ISBN 978 3 87858 799 6
- Band 2: Karibische Inseln (Caraïbische eilanden) (2008/2009) – ISBN 978 3 87858 789 7
- Band 3: Südamerika (Zuid-Amerika):
  - Südamerika (A-I) (2013/2014) – ISBN 978 3 95402 058 4
  - Südamerika (K-Z) (2013/2014) – ISBN 978 3 95402 060 7
- Band 4: Nord- und Ostafrika (Noord- en Oost-Afrika):
  - Nordafrika (2014) - ISBN 978 3 95402 076 8
  - Ostafrika (2014) - ISBN 978 3 95402 079 9
- Band 5: Westafrika (West-Afrika):
  - Westafrika (A-G) (2013) – ISBN 978 3 95402 025 6
  - Westafrika (H-Z) (2013) - ISBN 978 3 95402 055 3
- Band 6: Süd- und Zentralafrika (Zuidelijk Afrika en Centraal-Afrika):
  - Südafrika (2014/2015) - ISBN 978 3 95402 093 5
  - Zentralafrika (2014/2015) - ISBN 978 3 95402 080 5
- Band 7: Australien / Ozeanien / Antarktis (Australië / Oceanië / Antarctica):
  - Australien / Ozeanien / Antarktis (A-M) (2012/2013) – ISBN 978 3 95402 008 9
  - Australien / Ozeanien / Antarktis (N-Z) (2012/2013) – ISBN 978 3 95402 009 6
- Band 8: Süd- und Südostasien (Zuid- en Zuidoost-Azië):
  - Südasien (Indien) (Zuid-Azië (India)) (2012) – ISBN 978 3 95402 016 4
  - Südostasien (Zuidoost-Azië) (2015) – ISBN 978 3 95402 095 9
- Band 9: Mittel- und Ostasien (Midden- en Oost-Azië):
  - China (China) (2013) – ISBN 978 3 95402 036 2
  - Japan, Korea, Mongolei, Iran, GUS in Asien (Japan, Korea, Mongolië, Iran, GOS in Azië) (2014) – ISBN 978 3 95402 066 9
- Band 10: Naher Osten (Nabije Oosten) (2013) – ISBN 978 3 95402 050 8

### Speciale catalogi
Behalve de “gewone” landencatalogi geeft Michel ook een aantal speciale catalogi per land uit, o.a. van Duitsland (in twee delen; totaal ca. 2500 pagina's), Oostenrijk, Zwitserland, Groot-Brittannië, Rusland en van de USA. De laatste jaren geeft Michel ook catalogi uit in de Engelse taal.

### Thematische catalogi
Sinds enkele jaren geeft Schwaneberger Verlag ook thematische catalogi uit, onder andere op het gebied van spoorwegen, vogels, schepen en voetbal.

### Overige catalogi
Behalve bovengenoemde catalogi brengt de uitgeverij ook een grote reeks van catalogi uit op deelterreinen zoals postwaardestukken, plaatfouten, veldpost, automaatzegels, posttarieven, enz., en ook een catalogus van de Duitse munten.
Schwaneberger Verlag geeft ook het maandblad Michel-Rundschau uit, waarin nieuwe postzegel-uitgiften worden opgenomen.

## Voetnoten
1. ↑  zie bijvoorbeeld: Paragraaf over Yvert-catalogus op webpagina over postzegelcatalogi; geraadpleegd sept. 2010
2. ↑  zie bijvoorbeeld wat in
deze tekst wordt gezegd over het ‘uitprijzen’ van postzegels in een rondzendboekje. Gearchiveerd op 12 juli 2024.
3. ↑  Heymans 1979, p. 34
4. ↑  Paragraaf over Michel-catalogus op webpagina over postzegelcatalogi; geraadpleegd sept. 2010
5. ↑  (de)  Verlagsverzeichnis 2014 (catalogus van de uitgeverij)
6. ↑  de indeling is gebaseerd op Michel-Rundschau 9/2010